# Pabay
Pabay (in gaelico scozzese: Pabaigh; 0,47 km²) è un'isola disabitata della Scozia nord-occidentale, facente parte dell'arcipelago delle isole Ebridi Interne.
L'isola è nota in tutto il mondo per la sua particolare tipologia di rocce e fossili ed è una delle poche isole britanniche a cui è concessa l'emissione di propri francobolli.

## Etimologia
Il nome dell'isola deriva dall'antico nordico e significa letteralmente "isola dei preti". Sull'isola si possono infatti ammirare i resti di un'antica cappella.

## Geografia

### Collocazione
Pabay si trova  nell'Inner Sound, al largo della costa sud-orientale dell'isola di Skye : è situata a circa 4 km a nord di Broadford (Skye) .

## Territorio
L'isola raggiunge un'altitudine massima di 28 metri s.l.m.

## Storia
Tra gli anni cinquanta e la fine degli anni sessanta del XX secolo, l'isola era di proprietà della famiglia Whatley. All'epoca, la popolazione dell'isola era di una dozzina di persone, che diventava una ventina durante il periodo estivo.
A Whatley, che ritenne insufficiente il servizio postale (un solo collegamento settimanale con Broadford), si deve l'inizio della tradizione filatelica dell'isoala.
Dal 1971, l'isola divenne di proprietà di Anne e Edward Gerrard.

## Flora e fauna

### Flora
Sull'isola crecono 32 specie diverse di fiori selvatici e 49 diverse specie di piante erbacee.

### Fauna
Un tempo l'isola era abitata da una folta colonia di conigli, in seguito decimata dalla mixomatosi.

## L'isola nella cultura di massa

### Arte
- L'isola è il soggetto del dipinto di Elizabeth Edenborough Cricket on Pabay[4]